# Крекінг-установка в Одесі
Крекінг-установка в Одесі — колишнє підприємство нафтохімічної промисловості на заході Техасу, розташоване за сімсот кілометрів на північний захід від Х'юстона неподалік кордону з Нью-Мексико.
Техаська Одеса знаходиться в одному з найважливіших нафтогазоносних регіонів США — басейні Перміан, який на початку 21-го століття повторно набув особливої відомості завдяки розробці своєї сланцевої формації. Враховуючи наявність поблизу сировини, в 1960 році компанії El Paso Natural Gas (володіє однією з найбільших газопровідних систем на південному заході США) та Dart Industries розпочали в місті спільний нафтохімічний бізнес, який управлявся через компанію Rexene. В 1979-му Dart Industries продала свою частку партнеру, який в свою чергу вже за кілька років поступився всім хімічним підрозділом групі інвесторів під керівництвом одного з засновників El Paso Natural Gas. У 1987-му Rexene викупила інша приватна група інвесторів, котра в 1997-му перепродала компанію Huntsman Corporation, а та вже за десять років поступилась нею Flint Hills Resources.
Для забезпечення виробництв сировиною з 1965 року на площадці працювала установка парового крекінгу (піролізу) вуглеводневої сировини, яка споживала сировинну суміш з рівними частками етану та пропану. Станом на середину 1990-х її потужність складала 230 тисяч тонн етилену на рік, а до середини наступного десятиліття була доведена по цьому показнику до 360 тисяч тонн на рік.
Продукція установки окрім виробництва поліетилену спрямовувалась на кілька ліній з полімеризації пропілену загальною потужністю 95 тисяч тон на рік, а також на завод етилбензену (важлива сировина для синтезу стирену).
Весною 2008-го спеціально для роботи крекінг-установки в Одесі спорудили трубопровід довжиною 70 миль від розташованого по той бік кордону зі штатом Нью-Мексико газопереробного заводу Гоббс, котрий міг постачати на виробництво етан або етан-пропанову суміш. Втім, того ж року на тлі економічної кризи все нафтохімічне виробництво Flint Hills в Одесі, і крекінг-установку в тому числі, зупинили (залишивши в роботі новішу на чверть століття установку в Порт-Артурі, так само викуплену в Huntsman Corporation). Лінії з виробництва поліпропілену продали компанії REXtac, котра розгорнула тут виробництво полі-альфа-олефінів. Flint Hills у 2013-му розглядала можливість відновлення робіт на одеській площадці, проте ці плани наразі так і не реалізувались.